# Cinema veritat
El cinema veritat (o cinéma vérité) és un estil de cinema que va començar com una reacció europea cap al sistema clàssic de fer pel·lícules. El seu creador fou el cineasta francès Jean Rouch, que es va inspirar en la teoria del cinema ull, de Dziga Vértov, i que estava enormement influenciat pels films documentalistes de Robert Flaherty.
El cinema veritat té molt a veure amb el cinema documental, però també deu gran part de les seves característiques als avenços en el camp tecnològic i l'aparició d'equips de filmació més petits i manejables, en 16 mm. i 8 mm., que permeten l'obtenció conjunta d'imatge i so sobre banda magnètica. En aquesta època (anys 50 i 60) les càmeres eren suficientment petites per poder ser transportades a qualsevol lloc i tan silencioses que un so natural es podia gravar al mateix temps que les imatges.

## Inicis
Els inicis es poden datar entorn a l'any 1947, després de la fi de la Segona Guerra Mundial, i es desenvolupa fonamentalment durant la dècada dels 50 i 60 del segle xx.
Els impulsors del cinema veritat van ser, a més del citat Jean Rouch, cineastes com Jean-Luc Godard, compromès amb la nouvelle vague i el pensador francès Edgar Morin, qui en col·laboració amb el director canadenc Michel Brault van realitzar Chronique d'un été (1960). Aquest corrent va tenir nombrosos seguidors a Canadà. El propi Michel Brault fou autor de peces clau d'aquest estil com Le beau plaisir (1968) i Les Ordres (1974).

## Característiques
El cinema veritat tracta els problemes socials reals tant objectivament com subjectivament. Com no està condicionat pels elements narratius clàssics, hi ha més llibertat en l'expressivitat de l'autor. El cineasta pot expressar el seu propi estil o peculiaritat més lliurement.
El cinema veritat és un estil de filmació que combina tècniques naturalistes que s'originen en la realització de documentals, amb els elements típics de la narració clàssica.
L'estètica d'aquest moviment fou essencialment la mateixa que la que va donar lloc al Free Cinema anglès, que es desenvolupa de forma paral·lela a la Nouvelle Vague francesa i al moviment Direct Cinema dels Estats Units, introduït per la Drew Associates. Prenent prestada la tècnica del documental clàssic (però evitant l'ús d'un narrador) el cinema veritat apunta a un extrem naturalisme utilitzant actors no professionals, tècniques de filmació no invasiva, l'ús freqüent d'una càmera manual, l'ús de localitzacions reals i un so natural sense postproducció. El moviment fou recolzat per desenvolupaments tant tecnològics com artístics.

## Influències
Als anys 90 del segle XX apareix el moviment Dogma 95, impulsat pel director danès Lars von Trier, que pretén recuperar alguna de les essències d'aquest estil cinematogràfic, però que té una molt breu duració, pràcticament 10 anys, en part degut a l'aparició de la tecnologia digital i la gravació en HD i, en part, per la imprecisió d'algunes normes del mateix.